# Parastou Forouhar

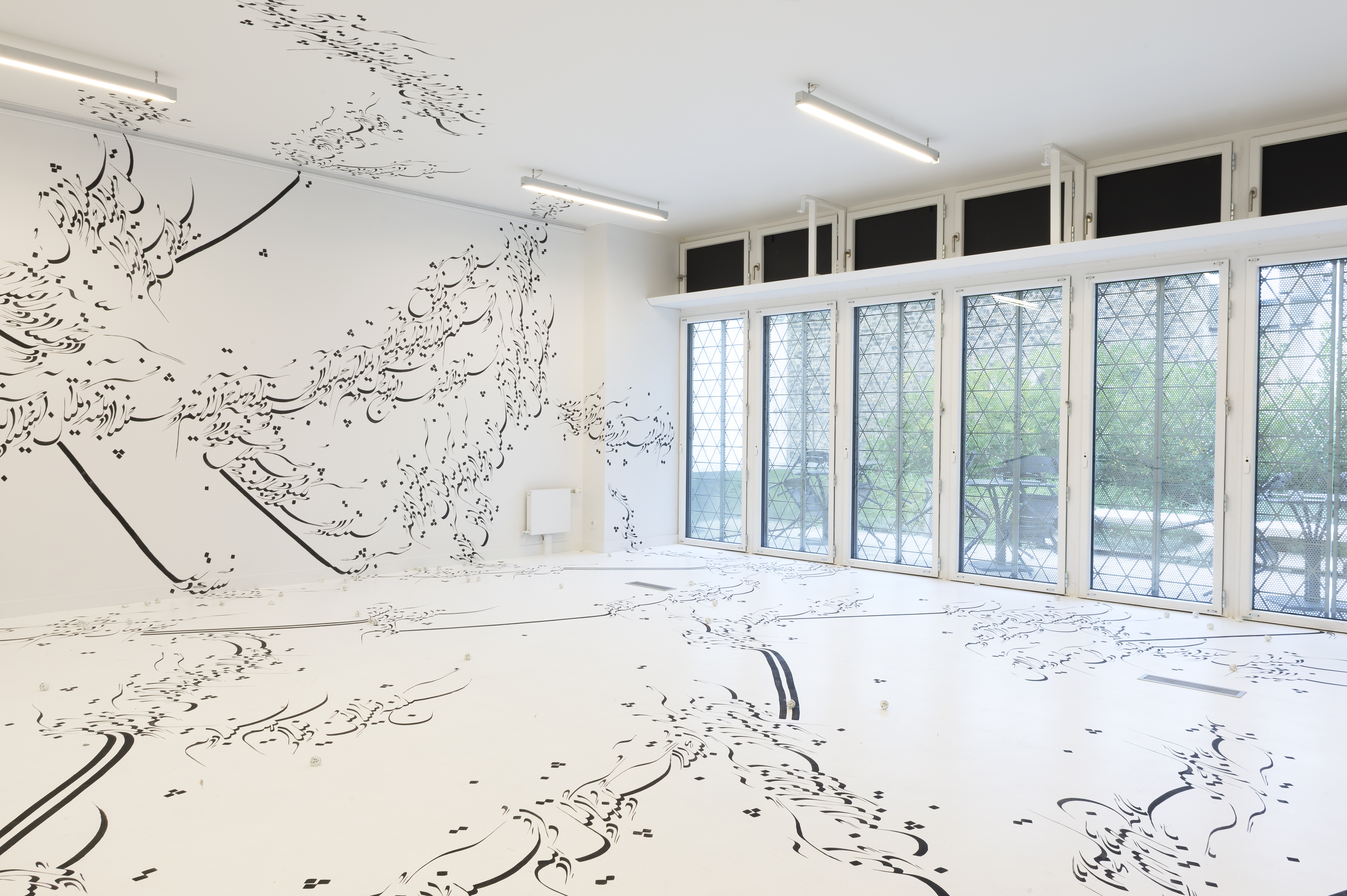
Written Room, Installation der Künstlerin Parastou Forouhar während der Ausstellung „Lettres Ouvertes: de la Calligraphie au Street-Art“, die 2016 gezeigt wurde im ICI Paris.

Parastou Forouhar, auch Parastu Foruhar (persisch پرستو فروهر; * 1962 in Teheran) ist eine iranische Künstlerin und Aktivistin.
Seit 1991 lebt sie in Deutschland im Exil und entschied sich zu bleiben. Ihre Eltern waren die Oppositionellen Dariush und Parwaneh Forouhar, die 1998 in ihrem eigenen Haus in Iran vom iranischen Geheimdienst ermordet wurden.

## Biografie
Parastou Forouhar studierte von 1984 bis 1990 Kunst an der Universität Teheran. Für die Tochter von intellektuellen Dissidenten waren die schwierigen Bedingungen in ihrem Heimatland der Grund dafür, 1991 mit ihren beiden kleinen Söhnen nach Deutschland zu ziehen. An der Hochschule für Gestaltung Offenbach am Main absolvierte sie ein Aufbaustudium, bei dem sie unter anderem bei Adam Jankowski studierte. Seit 1992 lebte sie zunächst in Offenbach am Main und mittlerweile in Göppingen.
Die Eltern von Parastou Forouhar wurden am 21. November 1998 in ihrem Haus in Teheran brutal im Zuge der sogenannten Kettenmorde von Agenten des iranischen Geheimdienstes ermordet. Dariush Forouhar gehörte als Arbeitsminister zum weltlichen Kabinett von Premierminister Mehdi Bāzargān. Beide gehörten zu den führenden oppositionellen Politikern in der Islamischen Republik Iran. Das Verfahren wurde von den Behörden verschleppt und letztendlich zu einem unabgeschlossenen Ende gebracht.
Jedes Jahr reist die Künstlerin, die das Erbe der politischen Opposition ihrer Eltern fortführt, nach Teheran, um eine Gedenkveranstaltung für ihre ermordeten Eltern zu organisieren. Daran wurde sie von den iranischen Behörden mehrfach gehindert, manchmal sogar mit Entzug des Reisepasses, oder 2016 mit einer von konservativen Kräften angestrebten Klage wegen Majestätsbeleidigung, weil eine ihrer bekanntesten Installationen aus Bürostühlen besteht, die mit religiösen Fahnen überzogen sind. Die Sitzsäcke waren in ihrer Serie Countdown mit traditionellen Ashura-Banner überzogen; eine Besucherin fotografierte diese und stellte dann ihre Selfies ohne Wissen der Künstlerin auf Instagram und Facebook, was zur Klage des iranischen Informationsministeriums führte.
Seit dem Sommersemester 2019 nimmt Forouhar für fünf Jahre eine Professur für eine Klasse für Bildende Kunst an der Kunsthochschule Mainz der Johannes Gutenberg-Universität Mainz wahr.

## Wirken als Künstlerin
Parastou Forouhar setzt als Konzeptkünstlerin alle Medien von der Zeichnung über die Fotografie bis zu computeranimierten Bildsequenzen ein, um ihre Themen, etwa die Situation von Frauen in der Gesellschaft – speziell auch in muslimischen Gesellschaften – oder der Folter als systematisches, bildfüllendes „Ornament“, zu reflektieren und zu veranschaulichen.
Eine gänzlich anders geartete Arbeit der Künstlerin sind ihre Schrifträume, die persische Zeichen des Unsinns oder ohne Bedeutung aneinanderfügen. Durch die raumgreifende Bemalung verändern sich die Räume selbst. Parastou Forouhars Schrifträume (Written Rooms) sind in der Universität von Toledo (2014) und neuerdings im Institut des Cultures d’Islam (ICI) in Paris zu sehen.
In unregelmäßigen Abständen kuratiert die Künstlerin eigene Ausstellungen, etwa „Omid* Gemeinsam grenzenlos“ für die Bildungsstätte Anne Frank in Frankfurt, oder als Co-Kuratorin für die Teheran-Nummer der Reihe Treibsand für zeitgenössische Kunst.
Anfang Februar 2025 wurde Forouhar aus insgesamt 1.299 Bewerberinnen für den mit 20.000 Euro dotierten Gabriele Münter Preis ausgewählt.

## Preise und Auszeichnungen
- 2001 Stipendium der Hessischen Kulturstiftung
- 2004 Stipendium des Künstlerhauses Schloss Balmoral in Bad Ems
- 2005 Gertrude Contemporary Art Spaces in Melbourne
- 2006 Stipendium der Villa Massimo in Rom
- 2012 Sophie von La Roche-Preis
- 2017 Aufenthaltsstipendium der Künstlerresidenz Chretzeturm, Stein am Rhein[16]
- 2025 Gabriele Münter Preis[17]

## Ausstellungen
- 2005: Parastou Forouhar im Deutschen Dom, Berlin[18]
- 2016: Gruppenausstellung „Lettres Ouvertes: de la Calligraphie au Street-Art“, Teilnahme mit der Installation Written room, Institut des Culture d’Islam (ICI), Paris
- 2017–2019: parastou forouhar: „das gras ist grün, der himmel ist blau, und sie ist schwarz...“, Museum Lindwurm, Stein am Rhein[19][20]
- 2018: Parastou Forouhar. Im Zeichen des Ornaments, Kunsthalle Göppingen[21]
- 2019: Written Room, Deutscher Werkbund Hessen, Frankfurt am Main
- 2022/23: One Step, Kunsthalle Göppingen[22]

## Film
- Tod in Teheran – Auftragsmord im Namen Gottes von Thomas Giefer mit Parastou Forouhar (Con Voi Film 2004 für ARD)

„Der Film rekonstruiert die Details dieses politisch und religiös motivierten Mordes, begleitet Parastou Forouhar bei ihrer Suche nach Wahrheit und Gerechtigkeit und verfolgt die Spuren des Verbrechens bis ins Machtzentrum des islamischen Gottesstaats…“

## Schriften
- Ziehen Sie die Schuhe aus. 2002 (Bilderbuch)
- Das Land, in dem meine Eltern umgebracht wurden. Liebeserklärung an den Iran. Herder, Freiburg 2011, ISBN 978-3-451-30467-5.[23]
- Parastou Forouhar, Das Gras ist grün, der Himmel ist blau, und sie ist schwarz … Text: Elisabeth Schraut, Stein am Rhein 2017.